# Доркеноо, Эфуа
Эфуа Доркеноо (англ. Efua Dorkenoo; 6 сентября 1949 — 18 октября 2014) — британская медсестра ганского происхождения, активист движения за права женщин, борец за запрещение практики женского обрезания. В 2013 году признана одной из 100 выдающихся женщин по версии «BBC». Офицер Ордена Британской империи.

## Биография

### Молодые годы и образование
Эфуа Доркеноо родилась 6 сентября 1949 года в Кейп-Косте в семье Джона и Мариан Эллиот-Йорк. Будучи одной из 11 детей, она выросла в кампусе Адисадельского колледжа, где её отец работал врачом. Училась в Средней школе Уэсли для девочек. В возрасте 19 лет для получения образования переехала в Лондон и начала работать в различных больницах, в том числе в Королевском свободном госпитале, где столкнулась с последствиями бесчеловечной практики женского обрезания, когда принимала роды. В конце концов она получила степень магистра в области общественного здравоохранения Лондонской школы гигиены и тропической медицины в Лондонском городском университете и опубликовала один из первых докладов о практике обрезания, помогший ей материально «встать на ноги». После этого она столкнулась с угрозами со стороны религиозных групп, даже большими, чем высказанные Салману Рушди.

### Общественная деятельность
В 1983 году Эфуа Доркеноо основала фонд «Foundation for Women's Health, Research and Development» (FORWARD) — неправительственную организацию, оказывающую поддержку женщинам, подвергнувшимся обрезанию и пытающимся бороться с этой практикой. Через два года женское обрезание было законодательно запрещено в Великобритании. Позже она была директором программы «The Girl Generation: Together To End FGM», советником в правозащитной организации «Equality Now», и с 1995 по 2001 год — исполняющей обязанности директора отдела по охране здоровья женщин во Всемирной организации здравоохранения в Женеве, занимаясь координацией плана действий с министерствами здравоохранения африканских стран: Буркина-Фасо, Ганы, Камеруна, Кении, Сомали и Судана.
В 1994 году Доркеноо написала книгу «Cutting the Rose: Female Genital Mutilation», в которой описала психологические и медицинские последствия обрезания женщин, впоследствии эмигрировавших в европейские страны. В 2002 году по решению международного жюри книга была признана одной из 100 лучших африканских книг XX века. В 2000 году Доркеноо совместно с Глорией Стейнем получила международную награду в области прав человека «Equality Now». По результатам её работы, в 2012 году обрезание было запрещено резолюцией ООН. В 2012 году она стала почетным старшим научным сотрудником Школы наук о здоровье Лондонского городского университета. В 2013 году она была названа одной из 100 выдающихся женщин по версии «BBC». В том же году правительство Великобритании выделило большие средства на борьбу с обрезанием, директором новой программы была назначена Доркеноо. В феврале 2014 года она стала старшим советником в организации «Equality Now». 10 октября в Лондоне и Найроби была запущена программа «The Girl Generation: Together To End FGM», направленная на искоренение практики обрезания, директором которой стала Доркеноо.

### Смерть
Эфуа Доркеноо скончалась 18 октября 2014 года от рака в возрасте 65 лет в больнице в Лондоне. Министр здравоохранения Великобритании Джейн Эллисон написала: «Мы потеряли мать движения и любимое вдохновение для многих из нас. Но ею были благословлены поколения девочек». Лидер либерал-демократов Ник Клегг описал её как «по-настоящему вдохновляющего борца за права женщин», пообещав «уважать работу всей её жизни».

## Личная жизнь
Муж — Фредди Грин, два сына — Кобина и Эбоу, два пасынка: Гэлвин и Яник, падчерица Фамми, и её внук Кассиус.
Была близким другом Глории Стейнем и Элис Уолкер. Среди своих друзей и коллег она была известна как «Мама Эфуа».

## Награды
В 1994 году Эфуа Доркеноо была возведена королевой Елизаветой II в звание Oфицера Ордена Британской империи в знак признания её агитационной работы против калечащих операций.